# Alvar-Aalto-Kulturhaus
Alvar-Aalto-Kulturhaus är ett kulturhus, bibliotek och medborgarhus i Wolfsburg i Niedersachsen i Tyskland, som ritades av Alvar Aalto och uppfördes 1958–1962. Det inrymmer ett bibliotek, utrymmen för studie- och ungdomsverksamhet, kontor för staden samt butikslokaler. Det ligger vid Stora Torget ("Marktplatz"), med rådhuset och Wolfsburg Kunsthall som grannar, i förlängningen av Porschestrasse, som är huvudgatan i Wolfsburgs centrum.
Byggnaden är ett byggnadsminne.

## Bildgalleri

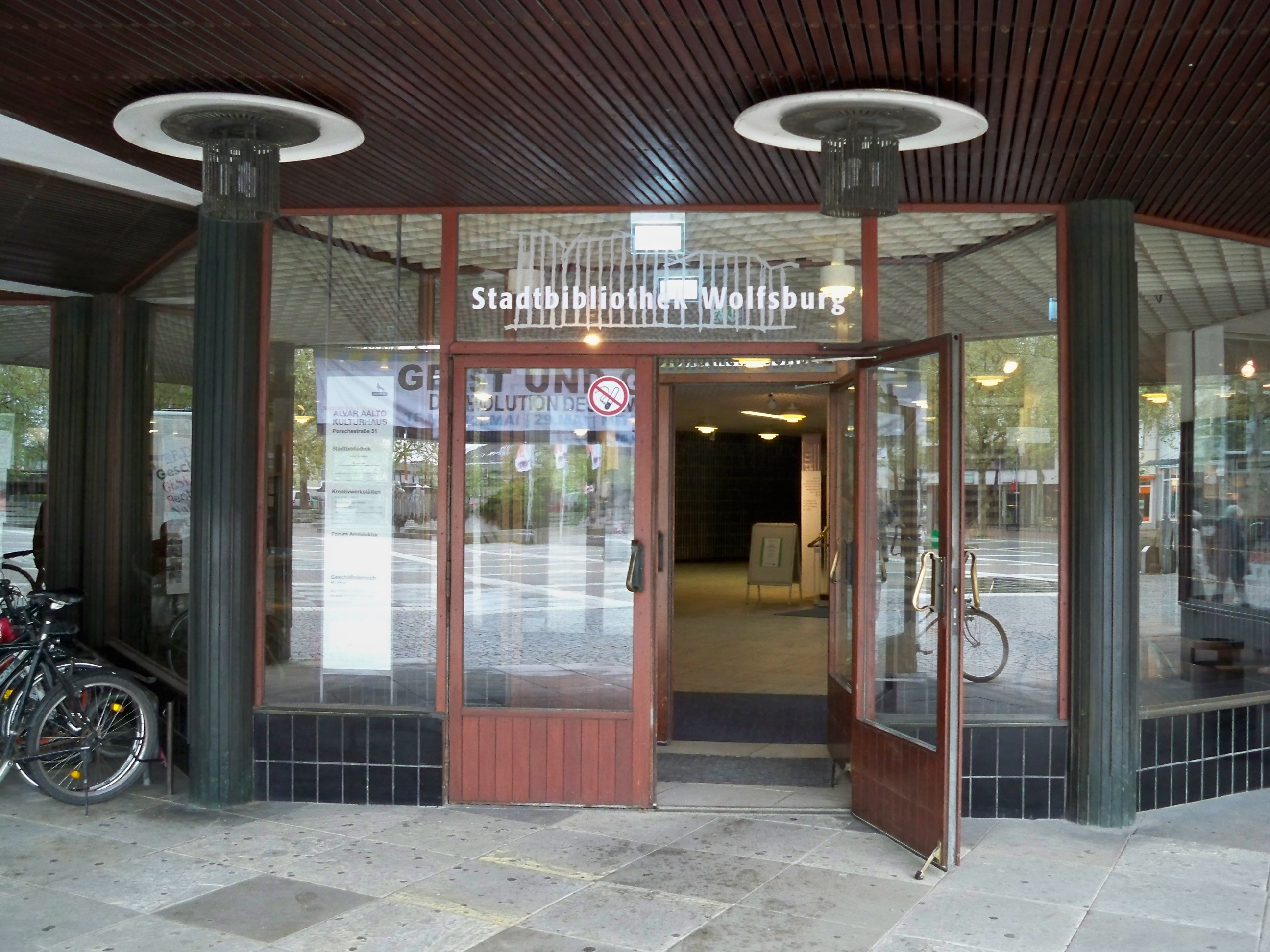
Huvudingången
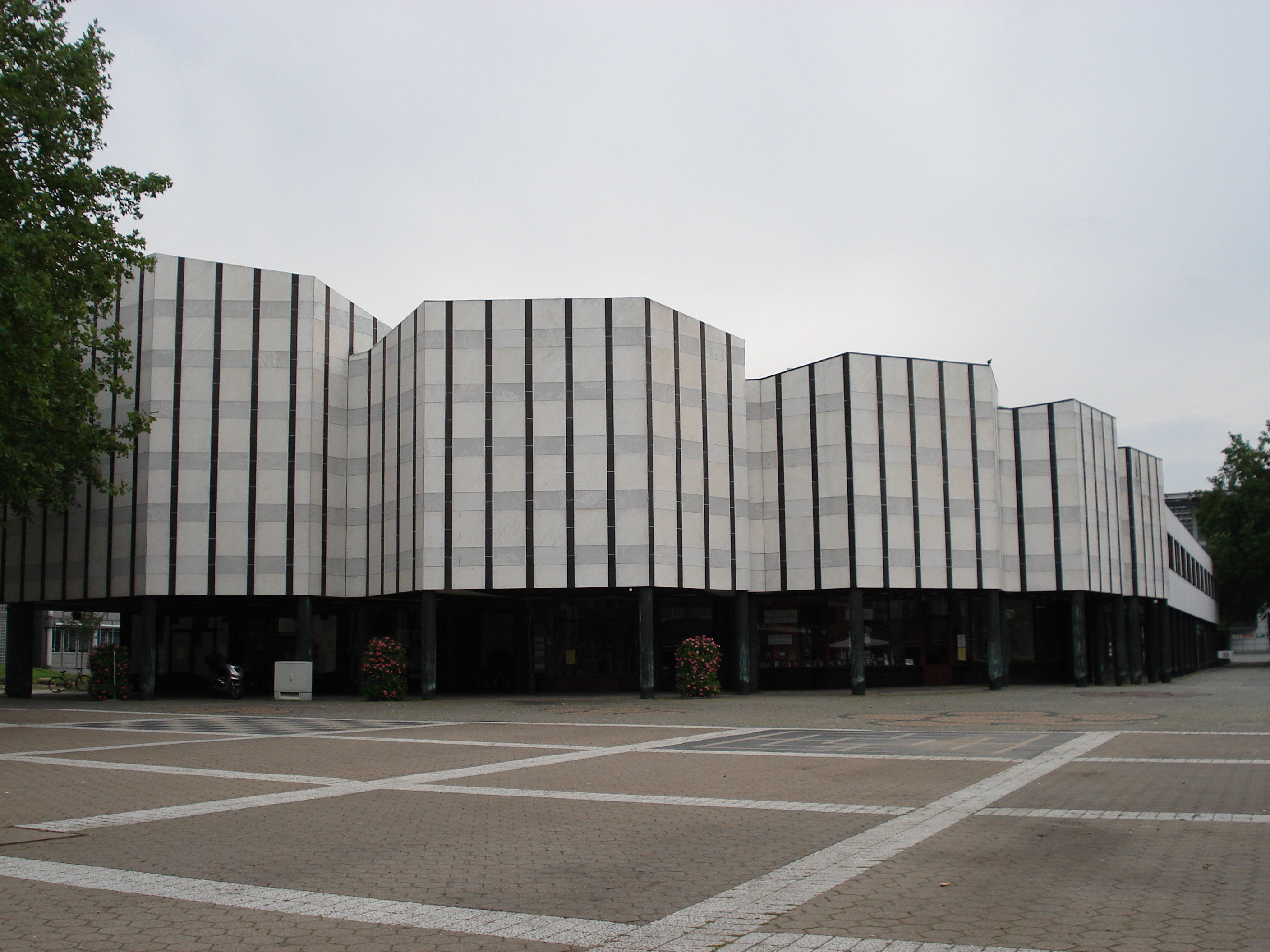
Huvudfasad åt norr
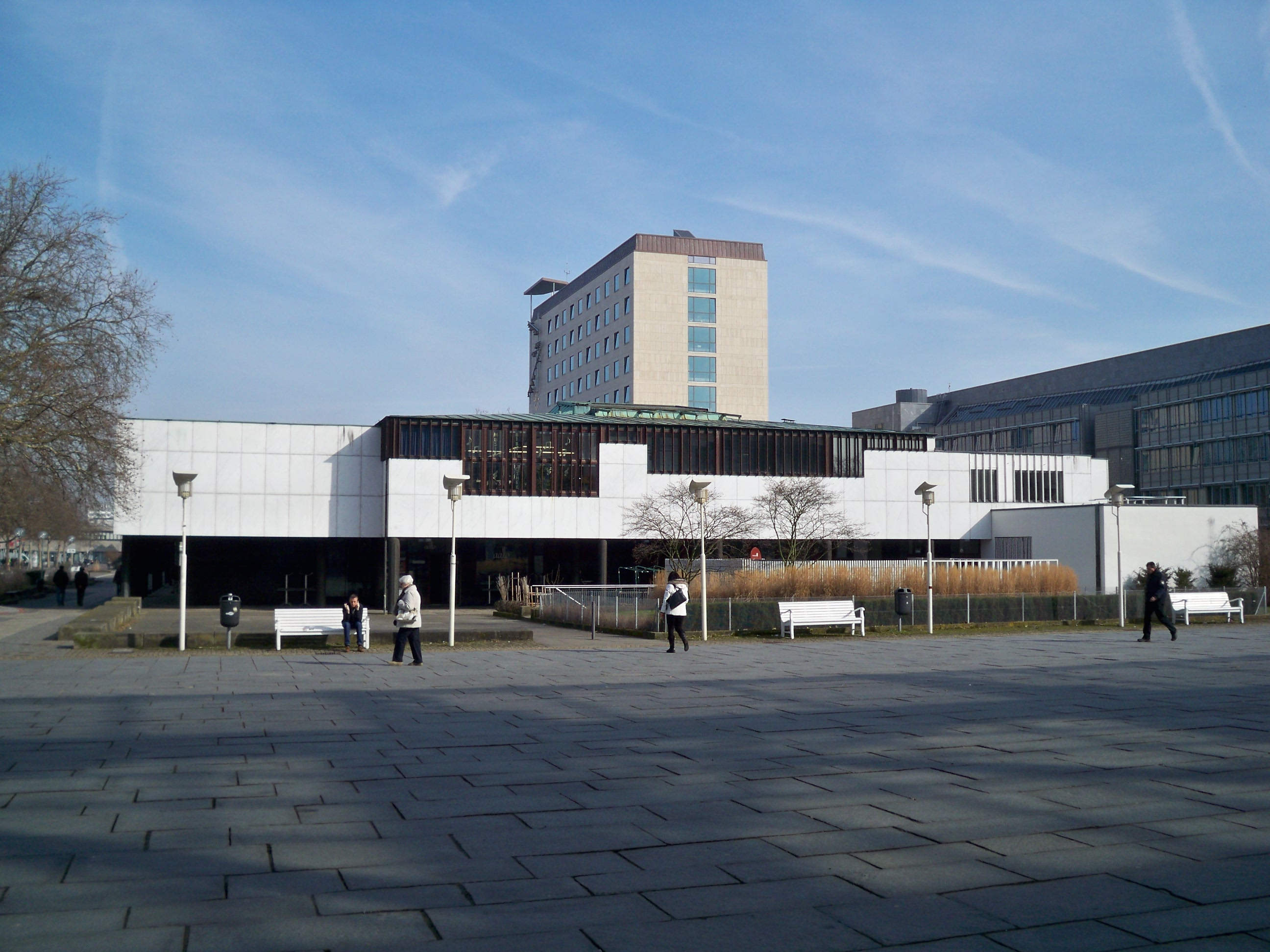
Fasad åt söder
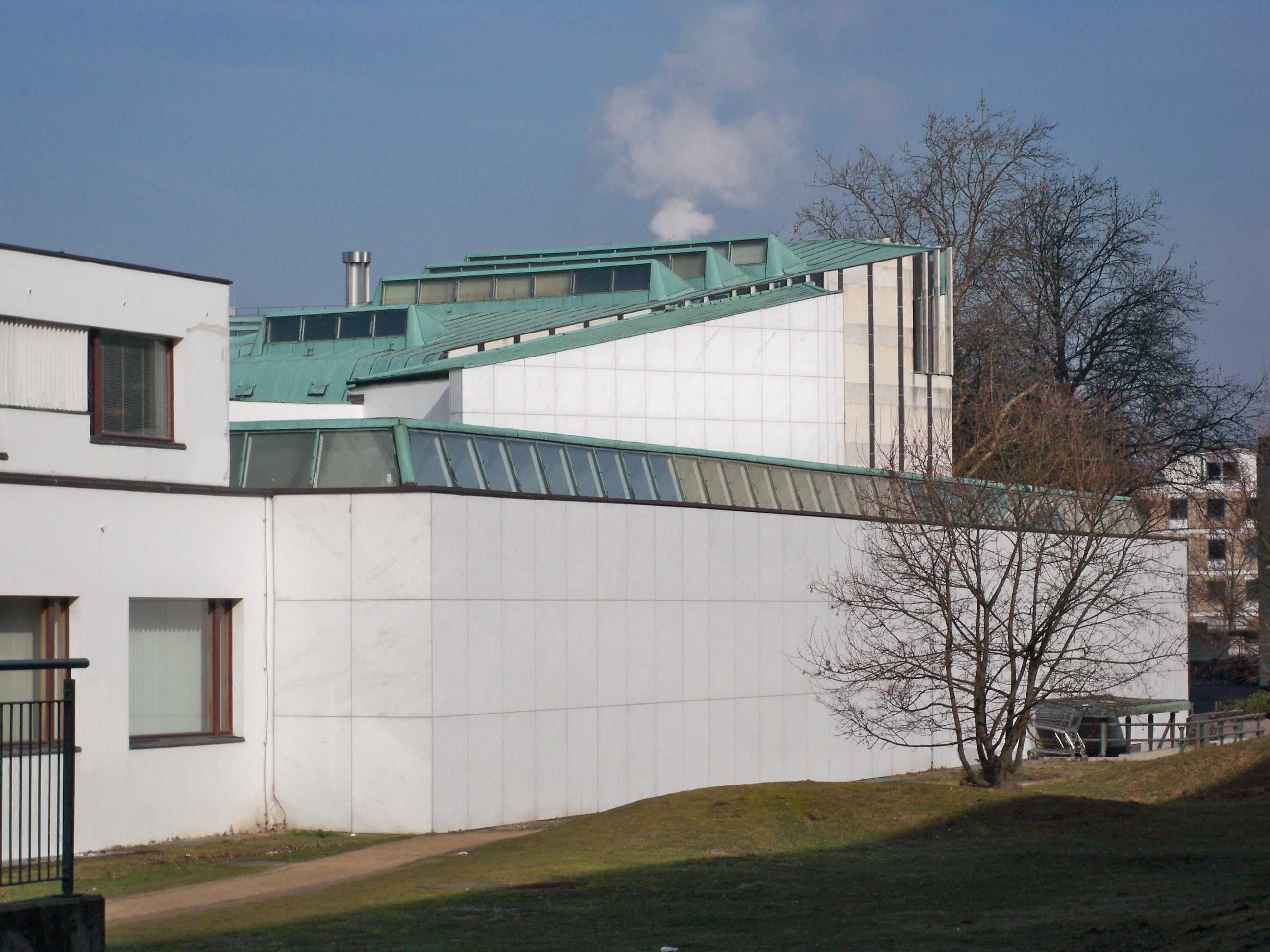
Fasad åt sydväst
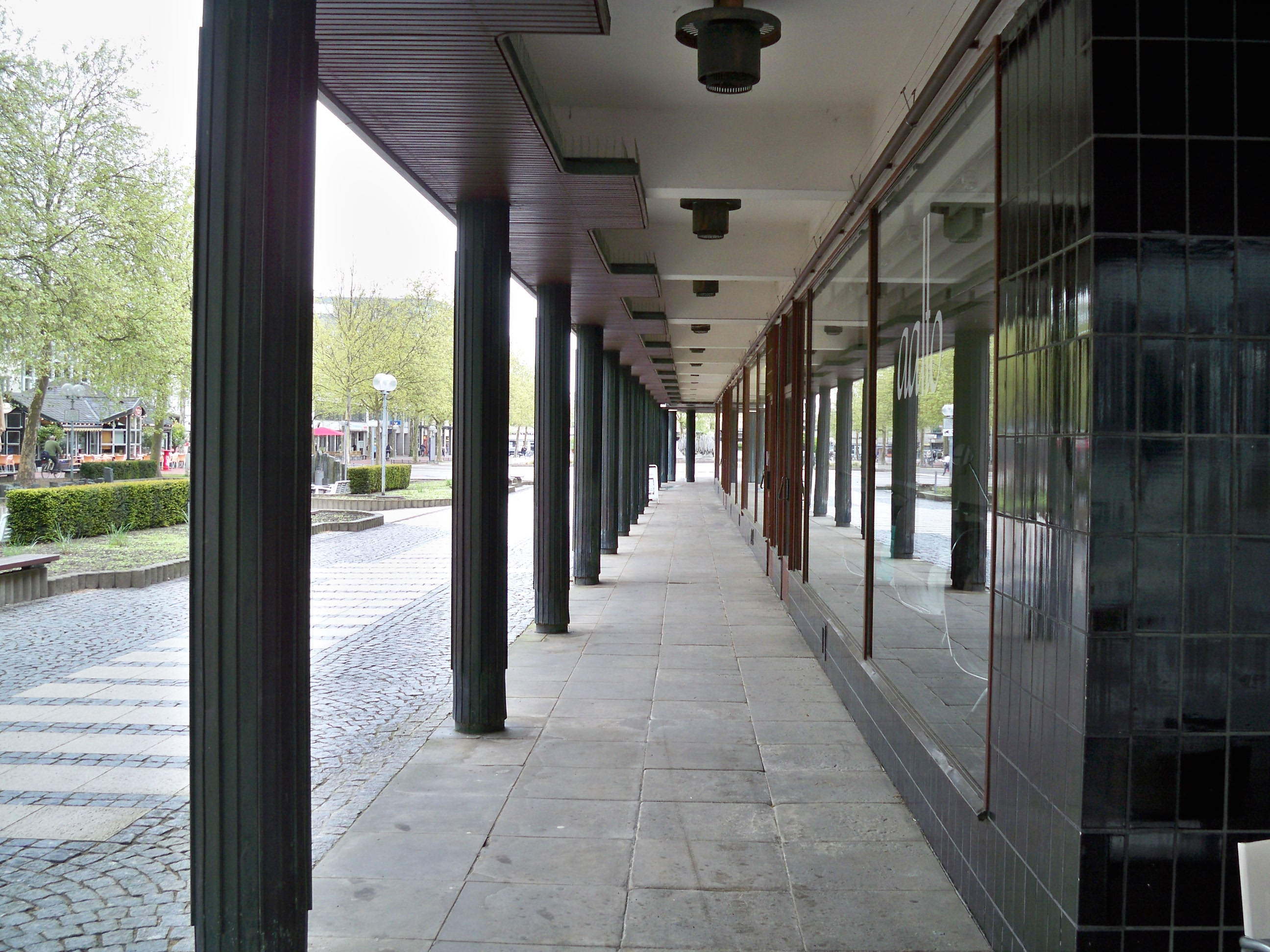
Arkad